# Tenea
Tenea (in greco Τενέα?) è un ex comune della Grecia nella periferia del Peloponneso di 5.477 abitanti secondo i dati del censimento 2001.
È stato soppresso a seguito della riforma amministrativa detta Programma Callicrate in vigore dal gennaio 2011 ed è ora compreso nel comune di Corinto.

## Località
Tenea è divisa nelle seguenti comunità (i nomi dei villaggi tra parentesi):
- Agionori
- Agios Vasileios
- Chiliomodi
- Klenia
- Koutalas (Koutalas, Mapsos, Spathovouni)
- Stefani